# Lampi
Lampi fou bisbe de Barcelona a finals del segle IV i successor directe de Pacià de Barcelona. Mencionat en l'obra de Sant Paulí de Nola, aquità de naixement i nolà per dignitat, fou Lampi qui consagrà com a sacerdot Paulí el 393/94 –Tillemont i Ceiller fixen el 393– durant la seva estada a Barcelona. Flórez fa constar la conjectura que Lampi assistí al I Concili de Toledo, que tenia per objecte la reprovació del priscil·lianisme, que fou celebrat l'any 400. En els noms dels bisbes assistents consten un Olimpi, dos Lampadi i dos Lampidi, tanmateix Flórez objecta que cap dels bisbes signataris esmenta la seva diòcesi i que no li consta que a Barcelona el priscil·lianisme tingués adeptes. Flórez no s'atreveix a afirmar res més de Lampi més enllà de l'any 400, ni sobre les torbacions succeïdes amb motiu de l'assassinat d'Ataülf a Barcelona l'any 415.